# W, або спогад дитинства
W, або спогад дитинства (фр. W ou le souvenir d'enfance) — напівавтобіографічний художній твір Жоржа Перека, опублікований у 1975 році. Роман Перека складається з чергування розділів автобіографії та вигаданої історії, розділених на дві частини. Автобіографічний зв'язок - це збірка невизначених спогадів, а також описи фотографій, які зображають моменти з дитинства Перека.  Спогади в першій частині книги розповідають розлуку Перека з матір'ю, коли він був евакуйований під час Другої світової війни. Друга частина розповідає про його життя в евакуації.

## Зміст
У першій частині з вигаданим оповідачем зв’язується таємнича особа, яка повідомляє йому про зникнення глухонімого хлопчика під час корабельної аварії. Хлопчину зовуть Гаспар Вінклер — дорослий оповідач історії дізнається, що він прийняв особу хлопчика після того, як дезертирував з армії, сам Гаспар вважав, що йому видали підроблені документи, що засвідчують особу.
У другій частині описується вигадана розповідь (очевидно, заснована на історії, написаній Переком у тринадцятирічному віці) розповідає про заснування та організацію віддаленої острівної країни під назвою W, яка нібито розташована поблизу Вогняної Землі. Життя в W, змодельоване за олімпійським ідеалом, обертається навколо спорту та змагань. Спочатку це здається утопією, проте наступні розділи поступово розкривають деспотичні та жорстокі правила, які керують життям спортсменів.
Останній автобіографічний розділ посилається на вигадану оповідь цитатою Давида Руссе про нацистські табори смерті, де померла мати Перека.
Як і більшість робіт Перека, W характеризується грою слів. Заголовок W — це каламбур на тему «double vé/vie», що стосується двох життів і двох історій, оповіданих у тексті.

## Історія видання
- Georges Perec, W ou le souvenir d'enfance (Париж: Denöel, 1975)
- Georges Perec, W, or the Memory of Childhood переклад Девід Беллос (Лондон: Harvill, 1988)
- Georges Perec, W, or the Memory of Childhood переклад Девід Беллос (Бостон: David R. Godine, Publisher, 2002)